# 41e législature de l'Ontario
La 41e législature de l'Ontario commence le mercredi 2 juillet 2014. Ses membres ont été élus lors de l'élection générale tenue le 12 juin 2014. Cette élection a donné lieu à la formation d'un gouvernement majoritaire dirigé par Kathleen Wynne, cheffe du Parti libéral.

## Chronologie

### 2014
- 12 juin: 41e élection générale ontarienne. Les résultats donnent un gouvernement majoritaire libéral de 58 députés, une opposition progressiste-conservatrice de 27 députés, ainsi qu'un tiers parti néo-démocrate composé de 21 députés. Le chef progressiste-conservateur Tim Hudak annonce sa démission à titre de chef de parti lors de son discours de défaite, mais il demeure député de sa circonscription de Niagara-Ouest—Glanbrook.
- 14 juillet: Le gouvernement dépose le budget, identique à celui qui avait été déposé le 1er mai et qui avait résulté en un déclenchement d'élection[1].
- 20 novembre: Le député néo-démocrate représentant Sudbury, Joe Cimino, dépose sa démission, citant des raisons familiales.

### 2015
- 5 février : Le libéral Glenn Thibeault remporte l'élection partielle dans Sudbury[2].
- 9 mai : Patrick Brown remporte la course à la chefferie du Parti progressiste-conservateur[3].
- 1er août: Le député progressiste-conservateur Garfield Dunlop démissionne pour permettre à Patrick Brown de se faire élire dans Simcoe-Nord et ainsi disposer d'un siège dans la législature[4].
- 3 septembre: Élection partielle dans Simcoe-Nord.

## Sessions
La première session a débuté le 2 juillet avec l'assermentation des 107 députés.
| Session | Début          | Fin              |
| ------- | -------------- | ---------------- |
| 1re     | 2 juillet 2014 | 8 septembre 2016 |

## Liste des députés
Les noms des chefs des partis sont en italiques.
|  | Nom                                               | Parti                     | Circonscription                       |
|  | ------------------------------------------------- | ------------------------- | ------------------------------------- |
|  | Joe Dickson                                       | Libéral                   | Ajax—Pickering                        |
|  | Michael Mantha                                    | NPD                       | Algoma—Manitoulin                     |
|  | Ted McMeekin                                      | Libéral                   | Ancaster—Dundas—Flamborough—Westdale  |
|  | Ann Hoggarth                                      | Libéral                   | Barrie                                |
|  | Arthur Potts                                      | Libéral                   | Beaches—East York                     |
|  | Jagmeet Singh                                     | NPD                       | Bramalea—Gore—Malton                  |
|  | Vic Dhillon                                       | Libéral                   | Brampton-Ouest                        |
|  | Harinder Malhi                                    | Libéral                   | Brampton—Springdale                   |
|  | Dave Levac                                        | Libéral                   | Brant                                 |
|  | Bill Walker                                       | Progressiste-conservateur | Bruce—Grey—Owen Sound                 |
|  | Eleanor McMahon                                   | Libéral                   | Burlington                            |
|  | Kathryn McGarry                                   | Libéral                   | Cambridge                             |
|  | Jack MacLaren                                     | Progressiste-conservateur | Carleton—Mississippi Mills            |
|  | Rick Nicholls                                     | Progressiste-conservateur | Chatham-Kent—Essex                    |
|  | Cristina Martins                                  | Libéral                   | Davenport                             |
|  | Michael Coteau                                    | Libéral                   | Don Valley-Est                        |
|  | Kathleen Wynne                                    | Libéral                   | Don Valley-Ouest                      |
|  | Sylvia Jones                                      | Progressiste-conservateur | Dufferin—Caledon                      |
|  | Granville Anderson                                | Libéral                   | Durham                                |
|  | Mike Colle                                        | Libéral                   | Eglinton—Lawrence                     |
|  | Jeff Yurek                                        | Progressiste-conservateur | Elgin—Middlesex—London                |
|  | Taras Natyshak                                    | NPD                       | Essex                                 |
|  | Yvan Baker                                        | Libéral                   | Etobicoke-Centre                      |
|  | Peter Milczyn                                     | Libéral                   | Etobicoke—Lakeshore                   |
|  | Shafiq Qaadri                                     | Libéral                   | Etobicoke-Nord                        |
|  | Grant Crack                                       | Libéral                   | Glengarry—Prescott—Russell            |
|  | Liz Sandals                                       | Libéral                   | Guelph                                |
|  | Toby Barrett                                      | Progressiste-conservateur | Haldimand—Norfolk                     |
|  | Laurie Scott                                      | Progressiste-conservateur | Haliburton—Kawartha Lakes—Brock       |
|  | Indira Naidoo-Harris                              | Libéral                   | Halton                                |
|  | Andrea Horwath                                    | NPD                       | Hamilton-Centre                       |
|  | Paul Miller                                       | NPD                       | Hamilton-Est—Stoney Creek             |
|  | Monique Taylor                                    | NPD                       | Hamilton Mountain                     |
|  | Lisa Thompson                                     | Progressiste-conservateur | Huron—Bruce                           |
|  | Sarah Campbell                                    | NPD                       | Kenora—Rainy River                    |
|  | Sophie Kiwala                                     | Libéral                   | Kingston et les Îles                  |
|  | Daiene Vernile                                    | Libéral                   | Kitchener-Centre                      |
|  | Michael Harris (en)                               | Progressiste-conservateur | Kitchener—Conestoga                   |
|  | Catherine Fife                                    | NPD                       | Kitchener—Waterloo                    |
|  | Monte McNaughton                                  | Progressiste-conservateur | Lambton—Kent—Middlesex                |
|  | Randy Hillier                                     | Progressiste-conservateur | Lanark—Frontenac—Lennox and Addington |
|  | Steve Clark                                       | Progressiste-conservateur | Leeds—Grenville                       |
|  | Teresa Armstrong                                  | NPD                       | London—Fanshawe                       |
|  | Deb Matthews                                      | Libéral                   | London-Centre-Nord                    |
|  | Peggy Sattler                                     | NPD                       | London-Ouest                          |
|  | Michael Chan                                      | Libéral                   | Markham—Unionville                    |
|  | Amrit Mangat                                      | Libéral                   | Mississauga—Brampton-Sud              |
|  | Harinder Takhar                                   | Libéral                   | Mississauga—Erindale                  |
|  | Dipika Damerla                                    | Libéral                   | Mississauga-Est—Cooksville            |
|  | Bob Delaney                                       | Libéral                   | Mississauga—Streetsville              |
|  | Charles Sousa                                     | Libéral                   | Mississauga-Sud                       |
|  | Lisa MacLeod                                      | Progressiste-conservateur | Nepean—Carleton                       |
|  | Chris Ballard                                     | Libéral                   | Newmarket—Aurora                      |
|  | Wayne Gates                                       | NPD                       | Niagara Falls                         |
|  | Tim Hudak                                         | Progressiste-conservateur | Niagara—Ouest—Glanbrook               |
|  | France Gélinas                                    | NPD                       | Nickel Belt                           |
|  | Victor Fedeli                                     | Progressiste-conservateur | Nipissing                             |
|  | Lou Rinaldi                                       | Libéral                   | Northumberland—Quinte Ouest           |
|  | Helena Jaczek                                     | Libéral                   | Oak Ridges—Markham                    |
|  | Kevin Flynn                                       | Libéral                   | Oakville                              |
|  | Jennifer French                                   | NPD                       | Oshawa                                |
|  | Yasir Naqvi                                       | Libéral                   | Ottawa-Centre                         |
|  | Marie-France Lalonde                              | Libéral                   | Ottawa—Orléans                        |
|  | Bob Chiarelli                                     | Libéral                   | Ottawa-Ouest—Nepean                   |
|  | John Fraser                                       | Libéral                   | Ottawa-Sud                            |
|  | Madeleine Meilleur                                | Libéral                   | Ottawa-Vanier                         |
|  | Ernie Hardeman                                    | Progressiste-conservateur | Oxford                                |
|  | Cheri DiNovo                                      | NPD                       | Parkdale—High Park                    |
|  | Norm Miller                                       | Progressiste-conservateur | Parry Sound—Muskoka                   |
|  | Randy Pettapiece                                  | Progressiste-conservateur | Perth—Wellington                      |
|  | Jeff Leal                                         | Libéral                   | Peterborough                          |
|  | Tracy MacCharles                                  | Libéral                   | Pickering—Scarborough-Est             |
|  | Todd Smith                                        | Progressiste-conservateur | Prince Edward—Hastings                |
|  | John Yakabuski                                    | Progressiste-conservateur | Renfrew—Nipissing—Pembroke            |
|  | Reza Moridi                                       | Libéral                   | Richmond Hill                         |
|  | Jim Bradley                                       | Libéral                   | St. Catharines                        |
|  | Eric Hoskins                                      | Libéral                   | St. Paul's                            |
|  | Bob Bailey                                        | Progressiste-conservateur | Sarnia—Lambton                        |
|  | David Orazietti                                   | Libéral                   | Sault Ste. Marie                      |
|  | Soo Wong                                          | Libéral                   | Scarborough—Agincourt                 |
|  | Brad Duguid                                       | Libéral                   | Scarborough-Centre                    |
|  | Mitzie Hunter                                     | Libéral                   | Scarborough—Guildwood                 |
|  | Bas Balkissoon (jusqu'au 22 mars 2016)            | Libéral                   | Scarborough—Rouge River               |
|  | Raymond Cho (en) (à partir du 1er septembre 2016) | Progressiste-conservateur | Scarborough—Rouge River               |
|  | Lorenzo Berardinetti                              | Libéral                   | Scarborough-Sud-Ouest                 |
|  | Jim Wilson                                        | Progressiste-conservateur | Simcoe—Grey                           |
|  | Garfield Dunlop (jusqu'au 1er août 2015)          | Progressiste-conservateur | Simcoe-Nord                           |
|  | Patrick Brown (depuis le 3 septembre 2015)        | Progressiste-conservateur | Simcoe-Nord                           |
|  | Jim McDonell                                      | Progressiste-conservateur | Stormont—Dundas—South Glengarry       |
|  | Joe Cimino (2014)                                 | NPD                       | Sudbury                               |
|  | Glenn Thibeault (en) (2015-)                      | Libéral                   | Sudbury                               |
|  | Gila Martow                                       | Progressiste-conservateur | Thornhill                             |
|  | Bill Mauro                                        | Libéral                   | Thunder Bay—Atikokan                  |
|  | Michael Gravelle                                  | Libéral                   | Thunder Bay—Superior-Nord             |
|  | John Vanthof                                      | NPD                       | Timiskaming—Cochrane                  |
|  | Gilles Bisson                                     | NPD                       | Timmins—Baie James                    |
|  | Glen Murray                                       | Libéral                   | Toronto-Centre                        |
|  | Peter Tabuns                                      | NPD                       | Toronto—Danforth                      |
|  | Han Dong                                          | Libéral                   | Trinity—Spadina                       |
|  | Steven Del Duca                                   | Libéral                   | Vaughan                               |
|  | Cindy Forster                                     | NPD                       | Welland                               |
|  | Ted Arnott                                        | Progressiste-conservateur | Wellington—Halton Hills               |
|  | Christine Elliott (jusqu'au 28 août 2015)         | Progressiste-conservateur | Whitby—Oshawa                         |
|  | Lorne Coe (depuis le 11 février 2016)             | Progressiste-conservateur | Whitby—Oshawa                         |
|  | David Zimmer                                      | Libéral                   | Willowdale                            |
|  | Linda Gretzky                                     | NPD                       | Windsor-Ouest                         |
|  | Percy Hatfield                                    | NPD                       | Windsor—Tecumseh                      |
|  | Monte Kwinter                                     | Libéral                   | York-Centre                           |
|  | Mario Sergio                                      | Libéral                   | York-Ouest                            |
|  | Julia Munro                                       | Progressiste-conservateur | York—Simcoe                           |
|  | Laura Albanese                                    | Libéral                   | York-Sud—Weston                       |

## Modifications à la députation
| Modifications de la députation de la 41e législature | Modifications de la députation de la 41e législature | Modifications de la députation de la 41e législature | Modifications de la députation de la 41e législature | Modifications de la députation de la 41e législature | Modifications de la députation de la 41e législature |
|                                                      | Date                                                 | Député                                               | Circonscription                                      | Parti                                                | Raison |
| ---------------------------------------------------- | ---------------------------------------------------- | ---------------------------------------------------- | ---------------------------------------------------- | ---------------------------------------------------- | --- |
|                                                      | 20 novembre 2014                                     | Joe Cimino                                           | Sudbury                                              | Nouveau Parti démocratique                           | Démissionne pour des raisons familiales . |
|                                                      | 5 février 2015                                       | Glenn Thibeault (en)                                 | Sudbury                                              | Parti libéral                                        | Élu lors de l'élection partielle |
|                                                      | 1er août 2015                                        | Garfield Dunlop                                      | Simcoe-Nord                                          | Parti progressiste-conservateur                      | Démissionne pour donner une opportunité à Patrick Brown de se faire élire et de siéger à Queen's Park. |
|                                                      | 28 août 2015                                         | Christine Elliott                                    | Whitby-Oshawa                                        | Parti progressiste-conservateur                      | Démissionne, après sa défaite à la course à la chefferie du parti. En décembre 2015, elle est nommée au poste d'ombudsman des patients de l'Ontario par le ministre de la Santé et des soins de longue durée. |
|                                                      | 3 septembre 2015                                     | Patrick Brown                                        | Simcoe-Nord                                          | Parti progressiste-conservateur                      | Élu lors de l'élection partielle |
|                                                      | 11 février 2016                                      | Lorne Coe                                            | Whitby-Oshawa                                        | Parti progressiste-conservateur                      | Élu lors de l'élection partielle |
|                                                      | 22 mars 2016                                         | Bas Balkissoon                                       | Scarborough—Rouge River                              | Parti libéral                                        | Démissionne |

### Différence des sièges
| Nombre de députés des partis par date | Nombre de députés des partis par date | 2014    | 2014        | 2015      | 2015     | 2015    | 2015        | 2016       | 2016    | Différence depuis 2014 |
| Nombre de députés des partis par date | Nombre de députés des partis par date | 12 juin | 20 novembre | 5 février | 1er août | 28 août | 3 septembre | 11 février | 22 mars | Différence depuis 2014 |
| ------------------------------------- | ------------------------------------- | ------- | ----------- | --------- | -------- | ------- | ----------- | ---------- | ------- | ---------------------- |
|                                       | Parti libéral                         | 58      | 58          | 59        | 59       | 59      | 59          | 59         | 58      | -                      |
|                                       | Parti progressiste-conservateur       | 28      | 28          | 28        | 27       | 26      | 27          | 28         | 28      | -                      |
|                                       | Nouveau Parti démocratique            | 21      | 20          | 20        | 20       | 20      | 20          | 20         | 20      | - 1                    |
|                                       | Sièges occupés                        | 107     | 106         | 107       | 106      | 105     | 106         | 107        | 106     |                        |
|                                       | Sièges vacants                        | 0       | 1           | 0         | 1        | 2       | 1           | 0          | 1       |                        |
|                                       | Majorité gouvernementale              | Oui     | Oui         | Oui       | Oui      | Oui     | Oui         | Oui        | Oui     |                        |